# Поджриденті
Поджриденті (італ. Poggiridenti) — муніципалітет в Італії, у регіоні Ломбардія, провінція Сондріо.
Поджриденті розташоване на відстані близько 520 км на північний захід від Рима, 100 км на північний схід від Мілана, 4 км на схід від Сондріо.
Населення — 1894 особи (2014).

## Демографія
Населення за роками:

Станом на 1 січня 2023 року в муніципалітеті офіційно проживали 72 іноземці з 24 країн, серед них 12 громадян країн Євросоюзу.

## Сусідні муніципалітети
- Монтанья-ін-Вальтелліна
- П'ятеда
- Трезівіо